# Хаукартль
Ха́укартль (исл. (Kæstur) hákarl), [ˈhauːkʰadl̥], также встречаются различные «несловарные» варианты написания, включая ха́карль, ха́укадль и ха́укарль — исландское национальное блюдо, представляющее собой частично разложившееся, а затем завяленное мясо гренландской полярной акулы (Somniosus microcephalus) либо гигантской акулы (Cetorhinus maximus).

## Способ приготовления
Тушу акулы свежуют, режут на куски и складывают на 6-8 недель или больше — в зависимости от сезона — в контейнеры с гравием и отверстиями в стенках, чтобы соки, насыщенные мочевиной, могли свободно вытекать. Затем мясо достают и, подвесив на специальные крюки, оставляют вялиться на свежем воздухе ещё 2-4 месяца. За это время куски мяса покрываются корочкой, которую необходимо обрезать, чтобы осталась одна внутренняя часть желтоватого цвета, которую и подают к столу.

## История создания блюда
Мясо гренландских акул содержит высокие концентрации ядовитых соединений (мочевина, аммиак) и в свежем виде в пищу не пригодно. Так был придуман способ приготовления, после которого мясо может хоть как-то усваиваться человеком.
По традиции, во многих городах Исландии в январе проводится гастрономический фестиваль «Торраблот». Во время него принято готовить и пробовать настоящую еду древних викингов.